# 구글 사이트
구글 사이트(Google Sites)는 구글이 제공하는 구조화된 위키 및 웹 페이지 제작 도구이다.html 대신 이용할 수 있다.
구글 사이트의 목적은 누구든지 각기 다른 편집자들 간의 협업을 지원하는 단순한 웹사이트를 제작할 수 있게 하는 것이다.

## 역사
구글 사이트는 JotSpot이라는 이름으로 시작했으며, 이 이름과 단독 제품은 기업형 소셜 소프트웨어를 제공하였다. 주로 중소형 기업들을 대상으로 하였다. 이 기업은 Excite의 공동 설립자 조 크라우스와 그레이엄 스펜서에 의해 설립되었다.
2016년 2월, JotSpot의 이름은 비즈니스 2.0의 일부로서 "Next Net 25"로 이름이 변경되었으며, 2006년 5월 인포월드의 "주시해야 할 15개의 스타트업" 목록에 등재되었다. 2006년 10월 JotSpot은 구글에 인수되었다.

## 같이 보기
- 구글 웹 디자이너
- 구글 앱 엔진
- 블로거